# Powisińcze
Powisińcze (lit. Pavisinčia) − wieś na Litwie, w rejonie solecznickim, 9 km na północ od Solecznik, zamieszkana przez 34 ludzi. Przed II wojną światową w Polsce, w powiecie wileńsko-trockim województwa wileńskiego.